# Laob
Laob is een bestuurslaag in het regentschap Timor Tengah Selatan van de provincie Oost-Nusa Tenggara, Indonesië. Laob telt 1815 inwoners (volkstelling 2010).